# Technical account manager
 (janvier 2017).
Si vous disposez d'ouvrages ou d'articles de référence ou si vous connaissez des sites web de qualité traitant du thème abordé ici, merci de compléter l'article en donnant les références utiles à sa vérifiabilité et en les liant à la section « Notes et références ».
Le technical account manager (TAM) est responsable de la relation entre un éditeur de logiciels et un client final. La traduction littérale en français est parfois utilisée : responsable technique de compte.
La mission du TAM est de coordonner les services (notamment de support technique d'un éditeur) pour un client et de personnaliser la relation tout en maximisant la valeur pour le client final.
La relation entre un TAM et un client final se construit dans la durée (plusieurs années en général) et le TAM devient l'avocat de son client vis-à-vis de l'éditeur de logiciels.